# Knihovníci
Knihovníci jsou americký dobrodružný fantasy seriál založený na filmové trilogii o Flynnovi Carsenovi vytvořený Johnem Rogersem pro TNT. Děj volně navazuje na závěrečný film Flynn Carsen 3: Kletba Jidášova kalichu. Hlavní role hrají Rebecca Romijn, Christian Kane, Lindy Booth, John Harlan Kim, John Larroquette a Noah Wyle. Seriál měl premiéru dne 7. prosince 2014. V Česku první a druhou sérii uvedla stanice Universal Channel od 8. prosince 2014, stejně jako ve stovce dalších zemí se tam stalo den po premiéře ve Spojených státech. Třetí a čtvrtou sérii v českém znění přinesla stanice FilmBox od 14. listopadu 2020.

## Děj
Seriál začíná v okamžiku, kdy je Flynn Carsen knihovníkem v Metropolitní knihovně už řadu let. Když záhadné Hadí bratrstvo začne vraždit adepty, kteří byli na pozici knihovníka před lety zvažováni stejně jako Carsen, je zapotřebí ochránit zbylé tři. Ti dostávají od Knihovny místo a stávají se plnohodnotnou součástí pobočky v Oregonu doposud vedenou Jenkinsem, . K nové trojici knihovníků v zácviku tvořených Cassandrou Cillian, Jacobem Stonem a Ezekielem Jonesem se přidává rovněž plukovník Eve Baird, která se stává novou strážkyní. Společně chrání vzácné artefakty po celém světě a snaží se zamezit nekalostem Hadího bratrstva vedeného nesmrtelným Dulaquem.
Ve druhé sérii stojí Knihovníci čelem nové hrozbě v podobě čaroděje Prospera z díla Bouře od Williama Shakespeara, kterému pomáhá zlověstný profesor Moriarty nemesis Sherlocka Holmese. Prospero se snaží získat zpět svoji dávnou moc, přepsat závěr svého příběhu a nastolit opět dobu Williama Shakespeara.
Protivníkem třetí série je pro knihovníky egyptský bůh chaosu Apep, společně s vládní organizaci DOSA. Zatím co se tedy knihovníci snaží zamezit vypuštění dávného zla egyptským bohem, tajná organizace vedená generálem Cynthií Rockwell sleduje každičký krok a má v plánu zmocnit se artefaktů a Knihovnu nadobro uzavřít.
V závěrečné sérii se vrací Flynnova bývalá strážkyně Nicole Noone, která byla považována za mrtvou po událostech následujících po Kletbě Jidášova kalichu. Jenkins odhaluje, že ji roky držel v pobočce, Nicole se totiž po výbuchu stroje času vrátila do minulosti a zahořklá, že ji Flynn nepřišel zachránit, plánovala pomstu. Pro Flynna s Eve se blíží zlomová chvíle, když je má ceremoniál spojit svazkem mezi Knihovníkem a strážkyní, dokud je však Nicole, která všechny oblafla, na útěku, ceremoniál má až tu nejnižší prioritu, tedy pro všechny kromě Jenkinse.

## Obsazení

### Hlavní role
| Rebecca Romijn   | plukovník Eve Baird, nová strážkyně                                                                  |
| Christian Kane   | Jacob Stone, génius v oblasti archeologie a historie, nový Knihovník                                 |
| Lindy Booth      | Cassandra Cillian, matematický genius trpící synestezií způsobenou nádorem na mozku, nová Knihovnice |
| John Harlan Kim  | Ezekiel Jones, technologický odborník a světoznámý zloděj, nový Knihovník                            |
| John Larroquette | Jenkins/Galahad, Judsonův protějšek v pobočce Knihovny                                               |

### Vedlejší role
| Noah Wyle        | Flynn Carsen, Knihovník                                                                         |
| Matt Frewer      | Dulaque, vůdce Hadího bratrstva, dříve známý jako sir Lancelot du Lac (1. řada)                 |
| Richard Cox      | Prospero, postava ze hry Bouře (2. řada)                                                        |
| David S. Lee     | profesor Moriarty, odvěký nepřítel Sherlocka Holmese, pomocník Prospera (2. řada)               |
| Vanessa Williams | generál Cynthia Rockwell, vedoucí tajné vládní organizace DOSA jdoucí po Knihovnících (3. řada) |
| Rachel Nichols   | Nicole Noone, Flynnova první Strážkyně, ve filmu ztvárnila Sonya Walger (4. řada)               |

### Hostující
| Jane Curtin   | Charlene, správkyně knihovny a první Strážkyně |
| Bob Newhart   | Judson, první Knihovník                        |
| Beth Riesgraf | jezerní paní                                   |

## Řady a díly
| Řada | Díly | Premiéra v USA     | Premiéra v USA    | Premiéra v ČR      | Premiéra v ČR     |
| Řada | Díly | První díl          | Poslední díl      | První díl          | Poslední díl      |
| ---- | ---- | ------------------ | ----------------- | ------------------ | ----------------- |
| 1    | 10   | 7. prosince 2014   | 18. ledna 2016    | 8. prosince 2014   | 2. února 2015     |
| 2    | 10   | 1. listopadu 2015  | 27. prosince 2015 | 2. listopadu 2015  | 28. prosince 2015 |
| 3    | 10   | 20. listopadu 2016 | 22. ledna 2017    | 14. listopadu 2020 | 12. prosince 2020 |
| 4    | 12   | 13. prosince 2017  | 7. února 2018     | 19. prosince 2020  | 23. ledna 2021    |